# 1921

## Esdeveniments
Països Catalans
- 15 de febrer, Palma: A la revista mallorquina Baleares es publica el Manifest de l’Ultra, signat per Jorge Luís Borges, Joan Alomar, Fortunio Bonanova i Jacob Sureda, que propugna el corrent estètic avantguardista de l'ultraisme.[1][2]
- 27 de febrer, Barcelona: l'Orfeó Català programà la primera audició a la península de la Passió segons sant Mateu, de J. S. Bach.[3]
- 10 de març, Barcelona: Comença la Conferència Internacional de Comunicacions i Trànsit al Saló de Cent, organitzada per la Societat de Nacions.
- 12 de març, Vallvidrera: S'inauguren les Escoles Vil·la Joana, escoles municipals d'educació especial.[4]
- 20 d'abril, Barcelona: Finalitza la Conferència Internacional de Comunicacions i Trànsit al Saló de Cent, organitzada per la Societat de Nacions.
- 26 de maig, Barcelona: Constitució de la companyia Gran Metropolitano de Barcelona SA, per iniciar la construcció d'una línia de metro a la ciutat.[5]
- 21 de juliol, Barcelona: comencen les obres del Gran Metro de Barcelona.[5]
- 3 d'agost, Barcelona: S'inaugura oficialment l'Escola del Mar, a la platja de la Barceloneta.[6]
- 29 de setembre, Alzira: S'inaugura el Gran Teatre d'Alzira.[7]
- 4 de novembre, Barcelona: Sarrià s'agrega a Barcelona; constituirà, juntament amb Sant Gervasi de Cassoles, el districte de Sarrià-Sant Gervasi.[8]

Resta del món
- 2 de febrer, Clonfin, Comtat de Longford, Irlanda: Un escamot de l'Exèrcit Republicà Irlandès (IRA) perpetra l'Emboscada de Clonfin, quatre membres de la Divisió Auxiliar de la Royal Irish Constabulary foren morts i 8 ferits.
- 1 d'abril, Santiago de Xile: Adrienne Bolland, pilot de proves francesa, primera dona que travessa els Andes en un avió.[9]
- 21 de juliol: l'exèrcit rifeny, comandat per Abd el-Krim, infringeix una severa derrota a les forces espanyoles en la batalla d'Annual.
- 23 de juliol, Xangai, Xina: fundació del Partit Comunista Xinès.[10]
- 25 d'agost, Berlín, República de Weimar: signatura del Tractat de Berlín entre els Estats Units d'Amèrica i Alemanya per posar fi a la Primera Guerra Mundial, complementant els acords del Tractat de Versalles que havien estat rebutjats pel Senat dels Estats Units.
- 18 de setembre: es proclama la República del Rif, un estat efímer (durà fins al maig de 1926) que suposa la independència del Protectorat Espanyol al Marroc.

### Premis Nobel
| Camp                  | Guardonats                                |
| --------------------- | ----------------------------------------- |
| Física                | - Albert Eisntein                         |
| Química               | - Frederick Soddy                         |
| Medicina o Fisiologia | No atorgat                                |
| Literatura            | - Anatole France                          |
| Pau                   | - Hjalmar Branting - Christian Lous Lange |

## Naixements

### Països Catalans
- 7 de gener, Barcelona, província de Barcelona: Felícia Fuster i Viladecans, poeta, pintora i traductora catalana [11]
- 13 de gener, Guayaquil: Montserrat Maspons i Bigas, promotora cultural catalana[12]
- 25 de gener, Llíria: Juan Vicente Mas Quiles, compositor i director d'orquestra i banda valencià.
- 13 de febrer:
  - Perpinyà, Pirineus Orientals: Renée Doria, soprano de coloratura francesa.[13]
  - Montpeller: Jeanne Demessieux, organista, pianista, compositora i pedagoga francesa[14]

- 14 de febrer, Barcelona: Antònia Abante i Vilalta, poetessa catalana.

- 17 de febrer, Barcelona: Paulina Andreu, pallassa i domadora eqüestre catalana que treballà en el circ.[15]
- 28 de febrer, Paterna: Antoni Ferrandis Monrabal, actor valencià.
- 30 de març, Reus: Francesc Gras Salas, oftalmòleg català
- 8 d'abril, València: Josep Cervera i Grifol, escriptor i poeta.
- 10 d'abril, Plouvien: Anna-Vari Arzur, activista cultural bretona[16]
- 15 d'abril, Barcelona: Joan Oncina, tenor català
- 5 de maig, Barcelona: Paquita Ferràndiz, actriu teatral catalana[17]
- 12 de juny, València: Luis García Berlanga, guionista i director de cinema valencià.
- 23 de juny, Madrid: Carmelina Sánchez-Cutillas, historiadora, novel·lista i poeta valenciana[18]
- 5 de juliol, València: Pere Maria Orts i Bosch, escriptor i filantrop valencià.
- 20 de juliol, Castelló de la Plana: Piedad Ortells Agut, advocada i política valenciana, diputada a Corts [19]
- 26 de juliol, Barcelona: Victòria Pujolar Amat, republicana i activista, primera veu en català de la clandestina Radio Pirenaica [20]
- 29 de juliol, Sagunt: Jaume Bru i Vidal, historiador i poeta valencià.
- 30 de juliol, Ribes de Freser, Ripollès: Joan Triadú i Font, pedagog, crític literari i escriptor català.[21]
- 4 d'agost, Cadaqués, Firmo Ferrer i Casadevall, cronista de Cadaqués.
- 24 d'agost, Montblanc, Maties Palau Ferré, pintor, escultor i ceramista.
- 6 de setembre, Barcelona: Carme Laforet i Díaz, escriptora catalana en castellà[22]
- 12 d'octubre, Barcelona: Pin Crespo, actriu catalana, exiliada a Mèxic després de la Guerra Civil espanyola[23]
- 29 de novembre, Alcoi: Carmen Llorca, historiadora i política valenciana[24]
- 2 de desembre, València: Lola Gaos, actriu valenciana de teatre, cinema i televisió, de reconegut prestigi internacional[25]
- 12 de desembre, Venta de Baños: Estrella Rivas Franco, dissenyadora de moda catalana[26]
- Algemesí:[27] València[28] Agustín Alamán Rodrigo, compositor, pianista i director de música.
- València: Olga Poliakoff, ballarina, coreògrafa i professora de ballet valenciana

### Resta del món
- 6 de gener, Sant Petersburg: Marianne Grunberg-Manago, bioquímica francesa d'origen rus, que descobrí al costat de Severo Ochoa l'ARN-polimerasa[29]
- 8 de gener, Racalmuto, Regne d'Itàlia: Leonardo Sciascia, escriptor i polític italià.
- 9 de gener, Budapest: Ágnes Keleti, gimnasta artística hongaresa, guanyadora de deu medalles olímpiques.[30]
- 10 de gener, Saragossa: Pilar Andrés de Pablo, coneguda com Pilarín Andrés, va ser una soprano espanyola[31]
- 13 de gener, Guayaquil: Montserrat Maspons i Bigas, promotora cultural catalana[32]
- 18 de gener, Fukui, Japó: Yoichiro Nambu, físic estatunidenc d'origen japonès, Premi Nobel de Física de l'any 2008
- 19 de gener, Fort Worth, EUA: Patricia Highsmith, escriptora estatunidenca de novel·la negra.[33]
- 24 de gener, Nova York: Beatrice Mintz, embrióloga nord-americana.[34]
- 27 de gener, Denison (Iowa: Donna Reed, actriu estatunidenca de gran popularitat a les dècades de 1950 i 1960 [35]
- 4 de febrer, Peoria, Illinois, Estats Units: Betty Friedan, escriptora i feminista americana, autora de The Feminine Mystique, obra de referència del moviment feminista[36]
- 5 de febrer, Birkenhead, Cheshire, Anglaterra: Marion Eames, novel·lista i productora de ràdio gal·lesa[37]
- 8 de febrer, Wallace, Idaho: Lana Turner, una actriu estatunidenca de Hollywood[38]
- 12 de febrer, Irlanda: Kathleen McNulty Mauchly Antonelli, matemàtica, programadora de la computadora ENIAC [39]
- 19 de febrer, el Caire: Aida Stucki, violinista i professora suïssa de gran renom internacional[40]
- 20 de febrer, 
  - Higuera de las Dueñas, Àvila, Espanya: Conrado San Martín, actor espanyol.[41]
  - Bexhill, Anglaterra: Ruth Gipps, compositora, oboista, pianista, directora d'orquestra i professora de música [42]
- 28 de febrer, Paterna, València: Antonio Ferrandis, actor espanyol.[43]
- 7 de març, El Manteco, Veneçuela: Alejandro Otero, pintor i escultor veneçolà.
- 8 de març, Amarillo, Texas, EUA: Cyd Charisse, actriu de cinema i ballarina estatunidenca.[44]
- 11 de març, Mar del Plata, Argentina: Ástor Piazzolla, bandoneonista i compositor argentí[45]
- 12 de març, Torí, Regne d'Itàlia: Giovanni Agnelli, empresari italià, patriarca del grup Fiat.
- 21 de març, Villers-Perwin, Bèlgica: Arthur Grumiaux, violinista belga[46]
- 25 de març, 
  - Wiesbaden, República de Weimar: Simone Signoret, actriu francesa[47]
  - Sanremo: Mary Douglas, antropòloga britànica, coneguda pels seus treballs en cultura humana i simbolisme.[48]
- 26 de març, Londres: Julie Harris, sastressa anglesa, dedicada al cine i la televisió; obtingué un Oscar al millor vestuari[49]
- 2 d'abril, Paterson (Nova Jersey): Natalie Griffin de Blois, arquitecta nord-americana[50]
- 8 d'abril, Ancona, Itàlia: Franco Corelli, tenor italià.[51]
- 9 d'abril, Hampton, Virgínia: Mary Jackson, matemàtica i enginyera aeroespacial nord-americana[52]
- 13 d'abril: 
  - Rio de Janeiro: Dona Ivone Lara (en portuguès: Yvonne Lara da Costa), cantant i compositora brasilera[53]
  - Scheveningen, la Haia: Hans Heinrich von Thyssen-Bornemisza de Kászon, II baró Thyssen-Bornemisza, va ser un notable industrial i col·leccionista d'art[54]
- 14 d'abril, Oakland, Califòrnia, EUA: Thomas Schelling, economista estatunidenc, Premi Nobel d'Economia de l'any 2005[55]
- 16 d'abril, Londres, Anglaterra: Peter Ustinov, actor britànic d'origen rus.
- 25 d'abril:
  - Alcalá de Gurrea, Espanya: Carme Casas Godessart, resistent antifranquista, sindicalista i política catalana activa a Catalunya.[56]
  - Amsterdam, Països Baixos: Karel Appel, pintor i escultor neerlandès[57]
- 26 d'abril, Dallas, EUA: Jimmy Giuffre, músic de jazz estatunidenc.[cal citació]
- 5 de maig, 
  - Mount Vernon, Nova York, EUA: Arthur Leonard Schawlow, físic nord-americà, Premi Nobel de Física de l'any 1981[58]
  - Dulwichː Mavis Batey, criptoanalista britànica a Bletchley Park durant la Segona Guerra Mundial[59]
- 9 de maig, Forchtenberg, Baden-Württemberg: Sophie Scholl, dirigent i activista del moviment de Resistència La Rosa Blanca a l'Alemanya nazi[60]
- 11 de maig, Essen: Hildegard Hamm-Brücher, política alemanya, fou ministra d'Estat al Ministeri federal dels Afers estrangers [61]
- 20 de maig, Hamburg, República de Weimar: Wolfgang Borchert, escriptor i pacifista alemany[62]
- 21 de maig, Moscou, URSS: Andrei Sàkharov, físic nuclear rus, Premi Nobel de la Pau de l'any 1975[63]
- 25 de maig, Bad Kissingen, Baviera, Alemanya: Jack Steinberger, químic i físic estatunidenc d'origen alemany, Premi Nobel de Física de l'any 1988.[64]
- 26 de maig, Mannheim (Baden-Württemberg, Alemanya): Inge Borkh, soprano alemanya.[65]
- 29 de maig, Debrecenː Margit Nagy-Sándor, gimnasta artística hongaresa, medallista olímpica als Jocs de Berlín i de Londres[66]
- 31 de maig, Pola, Ístria; actualment Pula, Croàciaː Alida Valli, actriu italiana[67]
- 1 de juny, Venècia, Itàlia: Giuliana avaglierrT esoro, química orgànica i inventora, que desenvolupà els teixits ignífugs[68]
- 8 de juny, Yogyakarta,(Indonèsia: Suharto, va ser el segon president d'Indonèsia.[36]
- 14 de juny, Màntua: Uber Gradella, futbolista italià, en la posició de porter.[69]
- 15 de juny, Pittsburgh, Pennsilvània, EUA: Erroll Garner, pianista i compositor de jazz estatunidenc [70]
- 21 de juny, 
  - Nova York, EUA: Judy Holliday, actriu nord-americana[71]
  - Bemidji, Minnesota, EUA: Jane Russell, actriu estatunidenca.[72]
- 4 de juliol, Calais, França: Gérard Debreu, economista, Premi Nobel d'Economia de 1983[73]
- 8 de juliol, París,França: Edgar Morin, filòsof francès. Premi Internacional Catalunya 1994.
- 9 de juliol, Viena: Marianne Brandt (cantant)
- 10 de juliol, Brookline: Eunice Kennedy Shriver, filantropa estatunidenca, fundadora dels Special Olympics[74]
- 13 de juliol, Vicenza: Marcella Pobbe, soprano italiana, activa dels anys cinquanta als setanta[75]
- 14 de juliol, Todmorden, Yorkshire, Anglaterra: Geoffrey Wilkinson, químic anglès, Premi Nobel de Química de l'any 1973 [76]
- 15 de juliol, 
  - Fort Worth, Texas, EUA: Robert Bruce Merrifield, bioquímic nord-americà, Premi Nobel de Química de l'any 1984[77]
  - Blyth, Northumberland, Anglaterraː Jean Heywood, actriu anglesa[78]
- 16 de juliol, La Rochelle, França: Guy Laroche, dissenyador de moda francès[79]
- 17 de juliol, 
  - Minot (Dakota del Nord): Mary Osborne, guitarrista de jazz, cantant i fabricant de guitarres estatunidenca.[80]
  - Budapest, Hongria: Hannah Szenes, membre de la resistència anti-nazi durant la Segona Guerra Mundial.
- 19 de juliol, Nova York, EUA: Rosalyn Yalow, física nord-americana, Premi Nobel de Medicina o Fisiologia de 1977[81]
- 20 de juliol, Londres, Anglaterra: Henri Alleg, periodista i assagista franco-algerià.
- 28 de juliol, Cruces, Cuba: Melba Hernández, advocada i Heroïna de la Revolució Cubana[82]
- 2 d'agost, Nova York: Ruth Barcan Marcus, filòsofa i lògica estatunidenca, especialista en lògica modal[83]
- 8 d'agost, Inglewood, Califòrnia: Esther Williams, campiona de natació i estrella de cinema de Hollywood als anys 40 i 50[84]
- 10 d'agost, 
  - Heerlen, Països Baixos: Agnes Giebel, soprano clàssica alemanya, especialista en la música de Bach[85]
  - Belem do Pará, Brasil: Carlos de Oliveira, poeta portuguès.
  - Ion Negoițescu, poeta.
- 13 d'agost, París: Stéphane Just, dirigent trotskista francès.
- 20 d'agost, Bradford, Vermont: Ursula Marvin, geòloga planetària estatunidenca que estudià meteorits i mostres lunars[86]
- 21 d'agost, Madrid: Gertrudis de la Fuente, doctora en Farmàcia, pionera de la investigació bioquímica[87]
- 23 d'agost, Nova York, EUA: Kenneth Arrow, economista nord-americà, Premi Nobel d'Economia de l'any 1972[88]
- 26 d'agost, Tulsa, Oklahoma: Naomi Parker, obrera nord-americana que va servir de model del cèlebre cartell We Ca Do It![89]
- 28 d'agost, Cochabamba: Lidia Gueiler Tejada, política boliviana, presidenta interina de Bolívia entre 1979 i 1980[90]
- 29 d'agost, Queens, Nova York: Iris Apfel, empresària americana, dissenyadora d'interiors i icona de moda.[91]
- 9 de setembre, Lwow: Andrzej Dobrowolski, compositor i professor de música.
- 12 de setembre,Lwów (Polònia), actual Lviv, Ucraïna): Stanisław Lem escriptor polonès de ciència-ficció[92]
- 30 de setembre, 
  - São Paulo: Sagramor de Scuvero Brandão, locutora de radio i actriu brasilera.
  - Helensburg, Escòcia: Deborah Kerr, actriu britànica, cèlebre en el cinema de Hollywood dels anys 50[93]
- 9 d'octubre, Thomery, Seine-et-Marneː Adrienne Clostre, compositora francesa de música contemporània.[94]
- 13 d'octubre, 
  - Monsummano Terme, Toscana, Itàlia: Yves Montand, actor de cinema i intèrpret de music hall francès d'origen italià [95]
  - Gyula, Hongriaː Edith Farkas, meteoròloga i investigadora antàrtica, líder en el control de l'ozó durant més de 30 anys ([96]
- 15 d'octubre, Bucarest: Angelica Rozeanu, jugadora romanesa de tennis de taula, de les millors jugadores de la història [97]
- 21 d'octubre: 
  - Detroit: Jane Briggs Hart, aviadora i candidata a astronauta del projecte dels anys seixanta Mercury 13[98]
  - Northampton, Anglaterra: Malcolm Arnold, compositor angles.
- 22 d'octubre, Seta, Occitània: Georges Brassens, poeta i cantautor anarquista occità.
- 23 d'octubre, París, França: Denise Duval, soprano lírica francesa coneguda per les seves interpretacions de Poulenc[99]
- 24 d'octubre, Travnik, Iugoslàvia: Sena Jurinac, soprano croatobosniana nacionalitzada austríaca[100]
- 1 de novembre, Viena: Ilse Aichinger, escriptora austríaca[101]
- 3 de novembre, Ehrenfeld, Pennsilvània, EUA: Charles Bronson, actor de cinema estatunidenc[102]
- 4 de novembre, Ray, Dakota del Nord: Mary Sherman Morgan, científica estatunidenca de combustible per a coets del programa espacial.[103]
- 16 de novembre, Tver: Klavdia Totxónova, atleta russa, especialista en el llançament de disc i pes.
- 2 de desembre, Detroit, Míchigan: Isabella Karle, físicoquímica, cristal·lògrafa i investigadora nord-americana [104]
- 4 de desembre, Winnipeg, Canadà: Deanna Durbin, actriu canadenca.[105]
- 11 de desembre, París, França: Pèire Bèc, poeta i lingüista occità.[106]
- 20 de desembre, La Plata, Buenos Aires: Aurora Venturini, novel·lista, contista, poeta, traductora i assagista argentina[107]
- 26 de desembre, Pechelbronn, Alsàcia, França: Jacqueline Berenstein-Wavre, política socialista de Suïssa.[108]

## Necrològiques
Països Catalans
- 9 de març, Barcelona: Enric Lluís Roura i Vilaret, empresari suro-taper originari de Calonge, Empordà) i polític de la Lliga Regionalista.
- 14 de juny, Cervera, la Segarra: Maria Güell i Puig, religiosa fundadora de les Missioneres Filles del Cor de Maria [109]
- 5 d'octubre, Vic: Joan Collell i Cuatrecasas, religiós català
- 1 de desembre, Lo Mont de Marsan, Gascunya: Armand Jacquey, general i polític nord-català.

Resta del món
- 8 de gener, Petrograd, URSS: Leonid Pozen escultor, itinerant i polític rus
- 8 de febrer, Dmítrov, Rússia: Piotr Kropotkin, anarquista rus, geògraf i zoòleg (n. 1842)[110]
- 2 de maig, París: Edma Morisot, pintora francesa, pionera del moviment impressionista.[111]
- 5 de maig, Viena, Imperi Austrohongarès: Alfred Hermann Fried, periodista, Premi Nobel de la Pau de l'any 1911
- 12 de maig, Madrid: Emilia Pardo Bazán, escriptora gallega, introductora del naturalisme a Espanya.
- 8 de juny, Viena: Natalie Bauer-Lechner, prestigiosa violista[112]
- 13 de juliol, oceà Atlàntic: Gabriel Lippmann, físic francès, Premi Nobel de Física de 1908[113]
- 21 de juliol, Sofia, Bulgària: Vela Blagòeva, pedagoga i escriptora, fundadora del moviment de dones a Bulgària.[114]
- 27 de juliol, Ribadesella: Menchu Álvarez del Valle, periodista radiofònica espanyola i àvia de la reina Letizia[115]
- 3 d'octubre, Manila, Filipines: María Roësset Mosquera, pintora hispanoportuguesa[116]
- 1 de novembre, Madrid: Francisco Pradilla y Ortiz, pintor espanyol.
- 4 de novembre, Tòquio, Japó: Hara Takashi, també anomenat Hara Kei, va ser un periodista i polític japonès que va ser primer ministre de 1918 a 1921[36]
- 5 de novembre, Elizabeth, Antoinette Blackwell, primera dona ordenada ministra principal protestant als Estats Units.[117]
- 7 de novembre, Madrid: Julia de Asensi y Laiglesia, escriptora espanyola del Romanticisme, periodista i traductora[118]
- 20 de novembre, Estocolm: Christina Nilsson, cantant d'òpera sueca amb veu de soprano.[119]
- 30 de novembre, Montrouge: Madeleine Brès, primera dona que es doctorà en Medicina a França[120]
- 12 de desembre, Massachusetts, EUA: Henrietta Swan Leavitt, astrònoma nord-americana[121]
- 16 de desembre, Alger, Algèria: Camille Saint-Saëns, compositor francès[45]
- 24 de desembre, París: Teresa Wilms Montt, escriptora xilena[122]
- Viena: Johann Peter Frank, metge i higienista austríac.